# Herbert Hoffmann (Politiker, 1912)

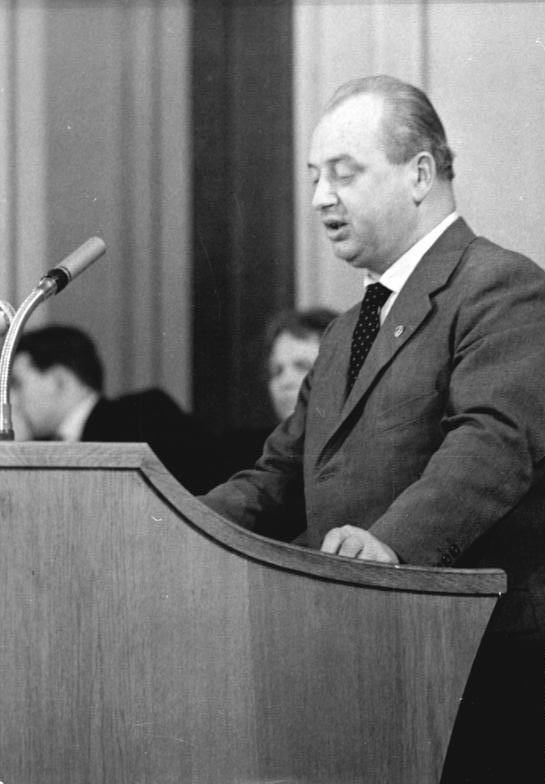
Herbert Hoffmann, 1961

Herbert Hoffmann (* 21. September 1912 in Görlitz; † 7. Dezember 1992 in Teltow) war ein deutscher Politiker der DDR-Blockpartei DBD. Er war Abgeordneter des Thüringer Landtages und der Volkskammer der DDR. Er war Landesvorsitzender der DBD in Thüringen sowie Bezirksvorsitzender der DBD in Potsdam.

## Leben
Herbert Hoffmann, Sohn eines Arbeiters, besuchte die Volks- und Oberrealschule und absolvierte eine Ausbildung zum Schriftsetzer. Anschließend war er in diesem Beruf tätig. 1935 wurde er zum Militärdienst in die Wehrmacht eingezogen. Nach Teilnahme am Zweiten Weltkrieg und Kriegsgefangenschaft wurde er 1945 Landarbeiter und nach der Bodenreform Neubauer in Dingsleben. Von 1945 bis zu den ersten Kommunalwahlen nach dem Krieg 1946 war Herbert Hoffmann Gemeindevertreter in Dingsleben. 1948 wurde er Mitbegründer der Demokratischen Bauernpartei Deutschlands (DBD) und war von 1948 bis 1950 erster Landesvorsitzender der DBD in Thüringen. Von 1948 bis 1977 gehörte Hoffmann dem Parteivorstand der DBD an. Von 1948 bis 1953 gehörte er dem Sekretariat des Parteivorstandes, von 1955 bis 1963 dem Präsidium des Parteivorstandes der DBD an und war Leiter der Hauptabteilung Agrarpolitik beim Parteivorstand der DBD. Von 1949 bis 1953 war er Leiter der Hauptabteilung im Ministerium für Land- und Forstwirtschaft der DDR.
1950/51 war Hoffmann Mitglied des Landtages Thüringen und dort Ausschussvorsitzender. Von 1949 bis 1963 war er Abgeordneter des Deutschen Volksrates bzw. der Volkskammer der DDR. In der ersten Wahlperiode gehörte er dem Präsidium und dem Verfassungsausschuss an. In der zweiten Volkskammer war er Mitglied des Ausschusses für Land- und Forstwirtschaft und von 1959 bis 1963 Vorsitzender des Ausschusses für Land- und Forstwirtschaft der Volkskammer.
Ab 1957 war Hoffmann Mitglied des Zentralvorstandes und des Präsidiums des Zentralvorstandes der Vereinigung der gegenseitigen Bauernhilfe (VdgB). Von 1962 bis 1970 fungierte Hoffmann als Vorsitzender des Bezirksvorstandes Potsdam der DBD.

## Auszeichnungen in der DDR
- Vaterländischer Verdienstorden in Bronze (1955)
- Ernst-Moritz-Arndt-Medaille (1958)